# Crozon-sur-Vauvre
Crozon-sur-Vauvre är en kommun i departementet Indre i regionen Centre-Val de Loire i de centrala delarna av Frankrike. Kommunen ligger i kantonen Aigurande som tillhör arrondissementet La Châtre. År 2022 hade Crozon-sur-Vauvre 331 invånare.

## Befolkningsutveckling
Antalet invånare i kommunen Crozon-sur-Vauvre
Referens:INSEE